# We Own This City
We Own This City ist eine sechsteilige US-amerikanische Miniserie des Pay-TV-Senders HBO, die vom 25. April bis 30. Mai 2022 ausgestrahlt wurde.
Die Serie basiert auf dem gleichnamigen, 2021 erschienenen Buch We Own This City: A True Story of Crime, Cops, and Corruption von Justin Fenton, in welchem der Autor und Zeitungsjournalist, die Korruption und Polizeigewalt des Baltimore Police Departments aufarbeitet. Produziert wurde die Serie unter anderem von David Simon und George Pelecanos, die beide bereits in der ebenfalls in Baltimore spielenden Polizeiserie The Wire (2002–2008) zusammenarbeiteten. Die Regie übernahm in allen sechs Folgen Reinaldo Marcus Green.

## Handlung
Die Serie zeigt in unterschiedlichen Handlungssträngen und Zeitsprüngen von 2003 bis 2017 die Entwicklung von korrupten Polizeibeamten und -einheiten innerhalb des Baltimore Police Departments (BPD). Im Mittelpunkt steht dabei die, im späteren Verlauf von Wayne Jenkins geleitete, Gun Trace Task Force (GTTF), welche systematisch durch illegale Durchsuchungen, gefälschte Überstunden, Polizeigewalt und Unterschlagung von konfiszierten Drogen und Geld in den Fokus von Ermittlungen der US-Justiz im Jahr 2015 gerät. Am Ende werden acht Mitglieder der GTTF zu Haftstrafen zwischen sieben und 25 Jahren verurteilt.
In einer parallelen Handlung beschäftigt sich We Own This City mit den Untersuchungen der fiktiven Bürgerrechtsanwältin Nicole Steele, welche nach dem Tod des Afroamerikaners Freddie Gray im April 2015 vom US-Justizministerium beauftragt wird, dem Vorwurf der Polizeigewalt im BPD nachzugehen. Der 25 Jahre alte Gray starb in Polizeigewahrsam und der Fall löste, vergleichbar mit den Protesten nach dem Todesfall von Eric Garner im Jahr 2014, Unruhen in Baltimore aus. Ihre Recherchen führen Steele zu dem BPD-Beamten Daniel Hersl, einem späteren Mitglied der GTTF, gegen den schon über 50 Dienstaufsichtsbeschwerden vorliegen, ohne je dafür belangt worden zu sein.

## Besetzung und Synchronisation
Die Synchronisation der Serie wurde bei der EuroSync in Berlin nach einem Dialogbuch von Elisabeth Staak unter der Dialogregie von Dirk Bublies erstellt.
| Rollenname              | Schauspieler         | Synchronsprecher     | Folgen    | Rollenbeschreibung                                               |
| ----------------------- | -------------------- | -------------------- | --------- | ---------------------------------------------------------------- |
| Wayne „Jenks“ Jenkins   | Jon Bernthal         | Martin Kautz         | 1–6       | BPD-Beamter und späterer Leiter der GTTF                         |
| Nicole Steele           | Wunmi Mosaku         | Anja Stadlober       | 1–6       | Bürgerrechtsanwältin des US-Justizministeriums                   |
| Sean M. Suiter          | Jamie Hector         | Alexander Ziegenbein | 1–6       | Ermittler in der Mordkommission und früherer Kollege von Jenkins |
| Daniel „Danny“ Hersl    | Josh Charles         | Peter Lontzek        | 1–6       | GTTF-Mitglied                                                    |
| Momodu „G Money“ Gondo  | McKinley Belcher III | Peter Sura           | 1–6       | GTTF-Mitglied                                                    |
| Jemell Rayam            | Darrell Britt-Gibson | Julien Haggège       | 1–6       | GTTF-Mitglied                                                    |
| Erika Jensen            | Dagmara Domińczyk    | Susanne Geier        | 1–6       | FBI-Ermittlerin                                                  |
| John Sieracki           | Don Harvey           | Oliver Siebeck       | 1–6       | BPD-Beamter der Anti-Korruptionseinheit                          |
| Kevin Davis             | Delaney Williams     | Hans Hohlbein        | 1–6       | Police Commissioner des BPD                                      |
| Leo Wise                | Lucas Van Engen      | Felix Spieß          | 2–6       | US-Staatsanwalt                                                  |
| Ahmed Jackson           | Ian Duff             | Jonas Lauenstein     | 1–2, 4–6  | Mitarbeiter des Amt für Bürgerrechts im US-Bildungsministerium   |
| Evodio Hendrix          | Ham Mukasa           | Daniel Fehlow        | 1, 4–6    | GTTF-Mitglied                                                    |
| Marcus Taylor           | Robert Harley        | Oliver Bender        | 1, 4–6    | GTTF-Mitglied                                                    |
| Thomas Allers           | Bobby J. Brown       | Dirk Bublies         | 1, 3, 5–6 | ehemaliger Leiter der GTTF                                       |
| Maurice Ward            | Rob Brown            | Dennis Schmidt-Foß   | 4–6       | GTTF-Mitglied                                                    |
| Scott Kilpatrick        | Larry Mitchell       | Thomas Schmuckert    | 1–4, 6    | Drogenfahnder des Harford County                                 |
| David McDougall         | David Corenswet      | Ricardo Richter      | 1–4, 6    | Drogenfahnder des Baltimore County                               |
| Donald „Double D“ Stepp | Seth Hurwitz         | Marko Bräutigam      | 2–4, 6    | Pfandleiher und Jenkins’ Hehler                                  |

## Episodenliste
Die englischsprachige Erstausstrahlung strahlte der US-amerikanische Pay-TV-Sender HBO vom 25. April bis 30. Mai 2022 aus. Im deutschsprachigen Raum waren die veröffentlichten US-Folgen zeitgleich in der Originalsprache über den Streamingdienst Sky Ticket von Sky Deutschland verfügbar. Die deutschsprachige Synchronisation wurde vom 29. Juni bis 13. Juli 2022 auf Sky Atlantic ausgestrahlt.
| Nr. (ges.) | Nr. (St.) | Deutscher Titel | Originaltitel | Erstausstrahlung USA | Deutschsprachige Erstausstrahlung (D) | Regie                 | Drehbuch                       | Zuschauer (USA) |
| ---------- | --------- | --------------- | ------------- | -------------------- | ------------------------------------- | --------------------- | ------------------------------ | --------------- |
| 1          | 1         | Teil Eins       | Part One      | 25. Apr. 2022        | 29. Juni 2022                         | Reinaldo Marcus Green | George Pelecanos & David Simon | 0,188 Mio.      |
| 2          | 2         | Teil Zwei       | Part Two      | 2. Mai 2022          | 29. Juni 2022                         | Reinaldo Marcus Green | Ed Burns & William F. Zorzi    | 0,167 Mio.      |
| 3          | 3         | Teil Drei       | Part Three    | 9. Mai 2022          | 6. Juli 2022                          | Reinaldo Marcus Green | D. Watkins                     | 0,185 Mio.      |
| 4          | 4         | Teil Vier       | Part Four     | 16. Mai 2022         | 6. Juli 2022                          | Reinaldo Marcus Green | Ed Burns & William F. Zorzi    | 0,159 Mio.      |
| 5          | 5         | Teil Fünf       | Part Five     | 23. Mai 2022         | 13. Juli 2022                         | Reinaldo Marcus Green | George Pelecanos               | 0,208 Mio.      |
| 6          | 6         | Teil Sechs      | Part Six      | 30. Mai 2022         | 13. Juli 2022                         | Reinaldo Marcus Green | David Simon                    | 0,198 Mio.      |

## Rezeption
Die Kritiken zu We Own This City fielen überwiegend positiv aus. Bei Metacritic sind 83 % von 27 Kritiken positiv, bei Rotten Tomatoes sind es 93 % von 54 Bewertungen.
Hervorgehoben werden vor allem die schauspielerischen Leistungen, insbesondere die von Jon Bernthal. Jen Chaney von Vulture bescheinigt Bernthal eine „Emmy-würdige Leistung“, da er als „Schauspieler mit einer beeindruckenden Bandbreite“ Jenkins’ Figur „eine unverkennbar baltimoresche Überheblichkeit“ verleiht. Gelobt wird auch Reinaldo Marcus Greens Regiearbeit, welcher „die Actionsequenzen, die Verhöre und die kleineren Geschehnisse mit gleicher Wichtigkeit und Sorgfalt“ inszeniert, wie Joshua Alston von Variety anmerkt.
Jedoch lässt „[d]ie Dichte des Stoffes […] wenig Zeit zum Luftholen“ und „die vergleichsweise kurze Laufzeit der Miniserie […] wenig Raum für Charakterentwicklung“, so die Kritik von Gerhard Maier im Rolling Stone. Maier urteilt abschließend, dass „die sechs Stunden der Serie streckenweise wie Arbeit – und weniger wie entspanntes Vergnügen“ wirken.